# Теналь

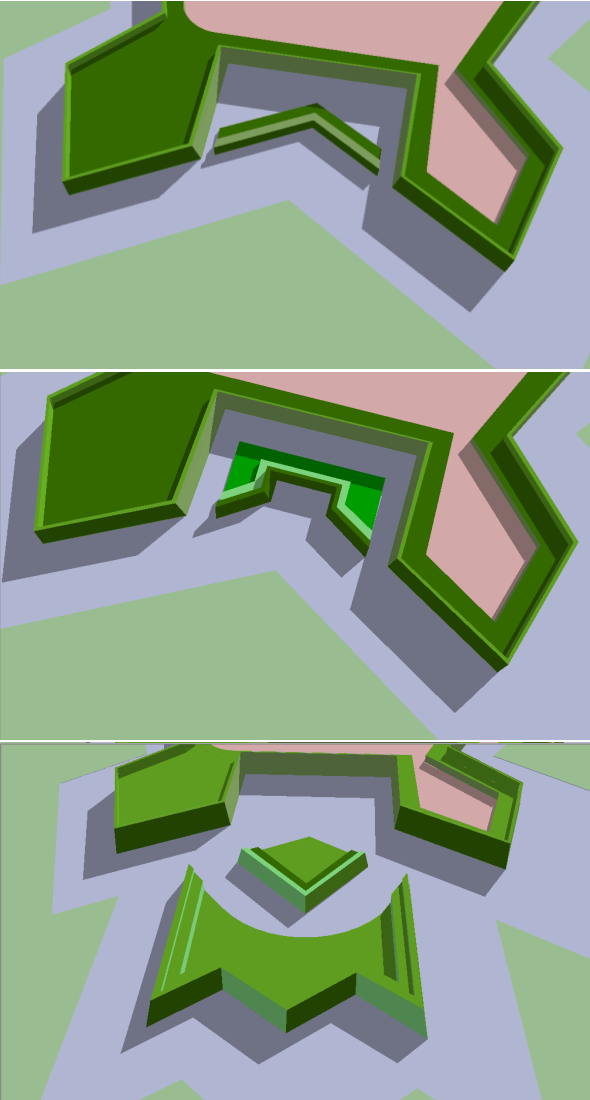
Звичайна теналь; теналь з центральним фасом (горнверк); подвійна теналь (bonnet-à-prêtre) перед равеліном (кронверк)

Тена́ль (фр. tenaille — «кліщі») — укріплення або його частина, розташована вхідним кутом так, що місцевості перед ним можна дати перехресну оборону.
У бастіонній системі укріплень теналі — земляні або кам'яно-земляні укріплення, розташовані перед куртинами і стіни яких (фаси) зазвичай продовжували лінії, утворені фасами сусідніх бастіонів. Зазвичай були занадто вузькими для розміщення артилерії, і призначалися для зниження ризику руйнування куртини артилерійським вогнем, а також для ведення рушничного вогню. Кут теналі був тупим (до 180°) або прямим (90°), але ніколи гострим, щоб не піддавати небезпеці враження своїх з протилежного фасу.
З боку ворога теналь могла додатково прикриватися равеліном, в цьому випадку по центру теналі споруджувалася потерна для доступу до останнього. Якщо ж куртина, що захищалася теналлю, мала ворота, то в теналі робився розрив, через який проходила в'їзна дорога.